# Nuoto ai XIX Giochi asiatici - 800 metri stile libero femminili
La gara dei 800 metri stile libero femminili di nuoto ai XIX Giochi asiatici si è svolta il 29 settembre 2023, durante i XIX Giochi asiatici, presso l'Hangzhou Olympic Sports Expo Center.

## Podio
| Pos.    | Atleta      | Nazione  |
| ------- | ----------- | -------- |
| Oro     | Li Bingjie  | Cina     |
| Argento | Waka Kobori | Giappone |
| Bronzo  | Yang Peiqi  | Cina     |

## Record
Prima della manifestazione il record del mondo (RM), il record asiatico (AS) e il record dei giochi (RC) erano i seguenti.
|  | 8'04"79 | Katie Ledecky  | 12 agosto 2016 Rio de Janeiro |
|  | 8'13"31 | Li Bingjie     | 29 luglio 2023 Fukuoka        |
|  | 8'18"55 | Wang Jianjiahe | 23 agosto 2018 Giacarta       |

Durante la competizione non sono stati migliorati record.

## Programma
| Data              | Ora (UTC+8) | Turno           |
| ----------------- | ----------- | --------------- |
| 29 settembre 2024 | 10:28       | Batteria lenta  |
| 29 settembre 2024 | 20:16       | Batteria veloce |

## Risultati

### Batterie
| Pos. | Batteria | Corsia | Atleta                  | Nazionalità   | Tempo    | Note |
| ---- | -------- | ------ | ----------------------- | ------------- | -------- | ---- |
|      | 3        | 4      | Li Bingjie              | Cina          | 8'20"01  |      |
|      | 3        | 3      | Waka Kobori             | Giappone      | 8'28"78  |      |
|      | 3        | 5      | Yang Peiqi              | Cina          | 8'35"47  |      |
| 4    | 3        | 2      | Gan Ching Hwee          | Singapore     | 8'37"54  |      |
| 5    | 3        | 6      | Miyu Namba              | Giappone      | 8'39"34  |      |
| 6    | 3        | 7      | Han Da-kyung            | Corea del Sud | 8'45"39  |      |
| 7    | 2        | 4      | Diana Taszhanova        | Kazakistan    | 8'48"46  |      |
| 8    | 2        | 5      | Kamonchanok Kwanmuang   | Thailandia    | 8'51"65  |      |
| 9    | 3        | 8      | Võ Thị Mỹ Tiên          | Vietnam       | 8'59"16  |      |
| 10   | 2        | 3      | Nip Tsz Yin             | Hong Kong     | 9'00"74  |      |
| 11   | 3        | 1      | Ashley Lim Yi-Xuan      | Singapore     | 9'04"45  |      |
| 12   | 2        | 6      | Mok Sze Ki              | Hong Kong     | 9'10"91  |      |
| 13   | 2        | 7      | Vritti Agarwal          | India         | 9'15"99  |      |
| 14   | 2        | 2      | Yarinda Sunthornransgri | Thailandia    | 9'21"10  |      |
| 15   | 2        | 1      | Jehanara Nabi           | Pakistan      | 9'34"78  |      |
| 16   | 1        | 3      | Anna Nikishkina         | Kirghizistan  | 9'35"91  |      |
| 17   | 1        | 4      | Amgalan Altannar        | Mongolia      | 9'53"06  |      |
| 18   | 1        | 5      | Ganbaatar Nomuunaa      | Mongolia      | 10'22"79 |      |